# 978
978(구백칠십팔)은 977보다 크고 979보다 작은 자연수다.

## 수학
- 합성수로, 그 약수는 1, 2, 3, 6, 163, 326, 489, 978이다. 진약수의 합은 990이므로, 978은 과잉수다.
  - 제곱 인수가 없는 53번째 과잉수이며, 세 자리 과잉수 중 제곱 인수가 없는 가장 큰 수다. 이 성질을 지닌 앞의 수는 966, 다음 수는 1002이다. (OEIS의 수열 A087248)
- {\displaystyle 978=487+491}
  - 연속하는 두 소수(素數)의 합으로 나타낼 수 있으며, 이 성질을 지닌 앞의 수는 966, 다음 수는 990이다.
- {\displaystyle 978=2^{4}+3^{4}+4^{4}+5^{4}}
  - 연속하는 네 자연수의 네제곱합으로 나타낼 수 있으며, 이 성질을 지닌 앞의 수는 354, 다음 수는 2258이다.
- {\displaystyle 59^{6}-1}은 978로 나누어떨어진다.

## 과학
- NGC 978: 삼각형자리 방향에 있는 한 쌍의 은하. 타원은하 또는 나선은하로 추정되는 978A와 렌즈형은하인 978B가 있다.
- 978 아이다미나(영어판): 소행성.

## 교통
- 978번 홋카이도도(일본어판)

## 군사
- U-978(영어판, 독일어판): 제2차 세계 대전에 사용된 나치 독일의 군용 잠수함.

## 문화유산
- 대한민국의 보물 제978호: 백지금니대방광불화엄경 주본 권29

## 방송
- B tv의 tvN 스포츠 채널 번호.
- B tv 케이블의 SBS 골프 2 채널 번호.

## 기타
- 연도: 978년, 기원전 978년